# Fallout 4
Fallout 4 è un videogioco action RPG sviluppato da Bethesda Game Studios e pubblicato da Bethesda Softworks per Microsoft Windows, PlayStation 4 e Xbox One il 10 novembre 2015 e il 25 aprile 2024 anche per PlayStation 5 e Xbox Series X/S.
È il quarto capitolo della serie videoludica Fallout. Il gioco è ambientato in una Boston post-apocalittica nell'anno 2287, 210 anni dopo una guerra nucleare, in cui il protagonista emerge da un bunker sotterraneo noto come Vault 111.
L'esperienza di gioco è simile a quella dei precedenti capitoli (Fallout 3 e Fallout: New Vegas): con la possibilità di giocare sia in prima sia in terza persona. Il giocatore può esplorare il mondo aperto di Fallout 4 a proprio piacimento (essendo il gioco non lineare), e il personaggio giocante ha anche la possibilità di essere accompagnato da diversi alleati. Il giocatore ha inoltre la nuova abilità di riciclare oggetti, usando i materiali cosí ricavati per modificare le proprie armi e armature oppure costruire i propri insediamenti, che possono attrarre ed essere abitati da personaggi non giocanti.
Per la prima volta nella serie è possibile ascoltare la voce del proprio personaggio.
Il gioco è stato soggetto a diverse voci prima del suo annuncio ufficiale, avvenuto il 3 giugno 2015 tramite il sito ufficiale del gioco dopo un conto alla rovescia lanciato il giorno prima, con il primo video di gioco mostrato da Bethesda alla propria conferenza all'E3 2015.
Fallout 4 è stato ben accolto dalla critica, con molti che hanno elogiato la profondità del mondo di gioco, la libertà data al giocatore, la totale quantità di contenuti, storia, costruzione degli edifici, i personaggi e la colonna sonora. Il titolo ha anche ricevuto diversi premi come gioco dell'anno e ha venduto dodici milioni di copie, oltre ad aver fatturato 12 milioni di dollari nel primo giorno di lancio.

## Trama
Il gioco è ambientato nell'anno 2287, dieci anni dopo gli eventi di Fallout 3 e duecentodieci anni dopo una guerra sulle risorse naturali che si è conclusa in un olocausto nucleare nel 2077. L'ambientazione è sia retro-futuristica sia post-apocalittica e copre una regione che include Boston e altre parti della Nuova Inghilterra, meglio noto come il Commonwealth. A differenza dei titoli precedenti la storia di Fallout 4 inizia il giorno del lancio di una bomba atomica: il 23 ottobre 2077. Il personaggio controllato dal giocatore si rifugia nel Vault 111, emergendo al di fuori di esso esattamente 210 anni dopo, il 23 ottobre 2287.
Il gioco si svolge in una versione alternativa della storia che vede l'estetica, la progettazione e la tecnologia degli anni quaranta e cinquanta del XX secolo nelle direzioni immaginate al momento. L'universo risultante è quindi retro-futuristico, dove la tecnologia si è evoluta abbastanza per produrre armi laser, manipolare geni e creare un'intelligenza artificiale quasi autonoma, ma tutti all'interno dei confini di soluzioni degli anni cinquanta come l'uso diffuso di energia nucleare e valvola termoionica, oltre ad avere il circuito integrato dell'era dell'informazione. Gli stili di architettura, delle pubblicità e della vita in generale sono anche raffigurati sostanzialmente invariati dagli anni cinquanta, mentre sono compresi prodotti contemporanei come un cavallo a dondolo robotico per bambini in una pubblicità o un poster per i Vault sotterranei che svolgono un ruolo centrale nella trama del gioco.

### Storia
La storia inizia la mattina del 23 ottobre 2077 a Sanctuary Hills, con il personaggio del giocatore, il coniuge (Nate/Nora), il loro figlio Shaun e il loro maggiordomo robotico Codsworth. Mentre il personaggio del giocatore si sta preparando per un evento all'Auditorio dei Veterani a Concord, un rappresentante della Vault-Tec viene a informarli che la loro famiglia è stata ammessa nel Vault 111, il rifugio antiatomico locale. Dopo le crescenti tensioni con la Cina Comunista, la sospensione della diplomazia e lo scioglimento delle Nazioni Unite, un notiziario avverte di esplosioni nucleari confermate in New York e in Pennsylvania e questo costringe la famiglia a rifugiarsi in fretta nel Vault, dove vengono temporaneamente intrappolati fuori quando una bomba nucleare viene fatta esplodere nei paraggi. La piattaforma poi li abbassa appena in tempo prima che l'onda d'urto della esplosione nucleare arrivi, salvando la famiglia e gli altri residenti di Sanctuary Hills che ce l'hanno fatta a salire sulla piattaforma. Una volta entrati nel Vault il personaggio del giocatore e la sua famiglia sono indotti a entrare in capsule criogeniche, fatte passare per camere di decontaminazione, dal personale Vault-Tec per essere ibernati. Dopo un periodo di tempo indeterminato il personaggio del giocatore e il suo coniuge sono risvegliati da due individui sconosciuti che aprono la capsula del coniuge con l'intento di prendere il bambino del giocatore, Shaun. Quando il coniuge cerca di impedire il rapimento viene ucciso/a da uno degli sconosciuti, che prende Shaun e riattiva il tubo del personaggio del giocatore. Il protagonista riesce a liberarsi dalla criogenia in un momento successivo e scopre di essere l'unico sopravvissuto del Vault 111, divenendo quindi noto come il Sole Survivor («l'Unico Sopravvissuto»). Una volta uscito dal Vault l'Unico Sopravvissuto giura di vendicare la morte del coniuge e di trovare Shaun, trovando però davanti a sé soltanto una landa desolata devastata dalle bombe.
Il personaggio del giocatore si dirige verso la propria casa. Qui incontra Codsworth, che rivela all'unico sopravvissuto che sono passati oltre 210 anni da quando è stato congelato nel Vault. Codsworth consiglia al giocatore di andare a Concord per chiedere aiuto. Sulla strada per Concord incontra un cane randagio, che viene poi rinominato Dogmeat. L'unico sopravvissuto poi incontra nel Museo della Libertà locale Preston Garvey – uno degli ultimi Minutemen, miliziani dediti a difendere il Commonwealth e i suoi abitanti, ormai allo sbando e da molto tempo senza nessun governo – e lo assiste nel proteggere i coloni da un gruppo di predoni, per poi recuperare un'armatura atomica e eliminare un deathclaw. Dopo aver assistito Garvey e il suo gruppo il giocatore va a Diamond City, un insediamento con sede a Fenway Park costruito su modello di una vecchia cittadina prebellica, dove incontra Piper, giornalista della città, che consiglia al protagonista, per ritrovare Shaun, di cercare il detective Nick Valentine, che è scomparso due settimane prima dell'arrivo dell'Unico Sopravvissuto a Diamond City. Dopo aver trovato Valentine, che si rivela essere un sintetico (un essere umano artificiale) di seconda generazione, viene rivelata l'identità dell'assassino del coniuge, un mercenario di nome Conrad Kellogg che lavora per l'Istituto, una misteriosa organizzazione nascosta tra le rovine del Commonwealth Institute of Technology che terrorizza il Commonwealth rimpiazzando persone qualsiasi con un sintetico, la loro meglio riuscita creazione, dalle fattezze identiche, il tutto per motivi sconosciuti ai più. Con l'aiuto di Dogmeat l'unico sopravvissuto trova Kellogg a Fort Hagen. Dopo essere entrati nel forte e aver combattuto contro i sintetici dell'Istituto, il giocatore riesce a raggiungere Kellogg, il quale rivela che Shaun si trova nell'Istituto. Dopo aver ucciso Kellogg e recuperato un impianto cibernetico dal suo cervello, previa consultazione con Nick e Piper, l'Unico Sopravvissuto si dirige verso la malfamata cittadina di Goodneighbor per ottenere l'aiuto della Dottoressa Amari, una scienziata esperta in neuroscienze che può aiutare l'Unico Sopravvissuto a vedere i ricordi del mercenario morto. Durante la caccia a Kellogg il protagonista è testimone dell'arrivo della Confraternita d'Acciaio al gran completo a bordo del Prydwen, il loro dirigibile e quartier generale mobile, con cui si stabiliscono all'aeroporto di Boston.
Dopo aver visto i ricordi di Kellogg l'Unico Sopravvissuto è poi incaricato di andare nel Mare Splendente, il luogo dove è esplosa la bomba nucleare vista nel prologo, che ha trasformato l'area circostante in un'arida distesa radioattiva, per trovare Brian Virgil, uno scienziato ex membro dell'Istituto, tramutatosi volontariamente in supermutante attraverso il VEF (Virus a Evoluzione Forzata) per poter sfuggire ai sintetici dell'Istituto, che vogliono eliminarlo per aver interrotto gli studi sul VEF dell'Istituto (si scoprirà infatti che i supermutanti del Commonwealth sono stati creati dall'Istituto per studiare e migliorare la genetica dei sintetici usando le persone rapite e sostituite da sintetici come cavie) e che ora vuole tornare umano. Lui solo può aiutare l'Unico Sopravvissuto a infiltrarsi nell'organizzazione. Virgil consiglia al giocatore di uccidere un predatore dell'Istituto – un sintetico dedito al recupero dei sintetici fuggiti in superficie – e ottenere il suo chip, in quanto l'Istituto è sottoterra e l'unico metodo per arrivarci è il teletrasporto. Successivamente il personaggio del giocatore rintraccia i Railroad (che prendono il nome dalla storica ferrovia sotterranea), un'organizzazione segreta che agisce nell'ombra per salvare i sintetici di terza generazione in fuga dall'Istituto dando loro una nuova identità e nuovi ricordi con l'aiuto della Dottoressa Amari. Qui il protagonista chiede a Tom Tuttofare di decodificare il chip e ottenere il codice di frequenza per il teletrasporto. L'Unico Sopravvissuto torna da Virgil, che dà al personaggio del giocatore un progetto di un dispositivo che dirotta la frequenza molecolare dell'Istituto. Dopo aver recuperato i progetti il giocatore cerca assistenza da una delle tre fazioni: i Minutemen, i Railroad o la Confraternita d'Acciaio. Una volta che il dispositivo è costruito il giocatore si infiltra nell'Istituto per trovare suo figlio. Dopo aver trovato un bambino sintetico con le fattezze di Shaun a dieci anni, si scopre che il vero Shaun è stato rapito nel 2227, sessanta anni prima che l'Unico Sopravvissuto si risvegliasse dal sonno criogenico e ora è un anziano, soprannominato «Padre» e capo dell'Istituto. Shaun rivela anche di essere stato rapito a causa della necessità dell'Istituto di trovare un DNA che non fosse alterato dalle radiazioni portate dalle bombe nucleari in modo da creare i sintetici perfetti: i sintetici di terza generazione, completamente auto-consapevoli, dando così a Shaun il soprannome di «Padre». Viene poi rivelato che nella ricerca da parte dell'Istituto per trovare il DNA inalterato hanno trovato una registrazione proveniente dal Vault 111 che mostrava la famiglia dell'Unico Sopravvissuto venire criogenicamente congelata. Shaun rivela anche che sta morendo a causa di un cancro e ha perciò intenzione di rendere l'Unico Sopravvissuto il prossimo direttore dell'Istituto.
Il giocatore deve poi fare una scelta determinante il futuro del Commonwealth. Schierarsi con Shaun a favore dell'Istituto o andare contro di lui:
- Istituto; se si sceglie di schierarsi a favore dell'Istituto, il personaggio del giocatore avvia una purga nel Commonwealth annientando i Railroad e la Confraternita d'Acciaio (i Minutemen vengono risparmiati dopo aver superato alcuni controlli vocali). Successivamente il giocatore deve gestire i problemi interni dell'Istituto a causa dell'annuncio di Padre a rendere l'Unico Sopravvissuto il prossimo direttore dell'organizzazione.
- Confraternita d'Acciaio; se si sceglie di schierarsi con la Confraternita d'Acciaio, l'Unico Sopravvissuto va a ricostruire Liberty Prime, un enorme robot prebellico già apparso in Fallout 3 guidato dal Censore Ingram da utilizzare come arma per distruggere l'Istituto. Il primo compito del giocatore è quello di reclutare la Dottoressa Madison Li, che dopo gli eventi di Fallout 3 si è unita all'Istituto, per lavorare al progetto. Successivamente il personaggio del giocatore deve andare nella base militare Sentinel Site Prescott situata nel Mare Splendente (e possibile bersaglio della bomba atomica del 2077) per recuperare un carico utile di bombe nucleari compresse. Infine il giocatore deve recuperare un nucleo di fusione avanzato dall'edificio Mass Fusion. All'Unico Sopravvissuto viene poi ordinato di dirigersi verso il quartier generale dei Railroad e di annientarli perché presentano una minaccia tattica alla Confraternita: i Railroad operano per salvare i sintetici, mentre la Confraternita vuole annientare l'Istituto e tutti i sintetici esistenti. Dopo la riattivazione di Liberty Prime la Confraternita d'Acciaio lancia una carica contro l'Istituto.
- Railroad; se si sceglie di schierarsi dalla parte dei Railroad, l'Unico Sopravvissuto va sotto copertura nell'Istituto per incontrare un uomo dal nome in codice Patriot, in modo da inventare un programma per liberare tutti i sintetici e distruggere l'Istituto. I Railroad ritengono anche la Confraternita d'Acciaio una minaccia per i sintetici liberati ed escogita un piano dal nome in codice Red Rockets Glare, un piano per far cadere il Prydwen e distruggere la Confraternita d'Acciaio nel Commonwealth.
- Minutemen; se si sceglie si schierarsi a favore dei Minutemen,  Il giocatore viene prima nominato da Preston Garvey nuovo generale dei Minutemen e gli viene detto riprendere il Castello, Totalmente ispirato a Fort Indipendence, ex sede dei Minutemen, infestato da Mirelurk, affinché il Commonwealth sappia che i Minutemen sono tornati (da notare che questa missione può essere fatta anche prima di aver scoperto l'Istituto). In seguito la veterana Minuteman Ronnie Shaw chiede aiuto al personaggio del giocatore per recuperare i piani per le unità di artiglieria che aiuteranno i Minutemen a mantenere l'ordine contro le grandi minacce nel Commonwealth. Una volta che i Minutemen si sono riformati, è quindi compito dell'Unico Sopravvissuto di affrontare l'Istituto (e la Confraternita d'Acciaio, se sono ostili) al fine di proteggere il Commonwealth.

Alla fine il figlio sintetico Shaun si rivela al suo «genitore» e chiede se può andare a vivere con lui/lei in qualsiasi parte del Commonwealth per essere una famiglia. Il bambino sintetico dà poi al personaggio del giocatore un olonastro registrato dal reale Shaun con un messaggio che varia a seconda delle scelte compiute dal giocatore, come l'essersi schierato dalla parte dell'Istituto o meno, e in cui esprime il desiderio di dare al bambino sintetico la possibilità di vivere come una famiglia, in quanto lo stesso Shaun non ha mai avuto la possibilità di farlo con l'Unico Sopravvissuto, il quale poi contempla gli eventi accaduti dicendo che «questo non era il mondo che volevo, ma è quello in cui mi sono trovato» perché sa che «la guerra... la guerra non cambia mai».

### Ambientazione
A differenza del precedente Fallout: New Vegas, che comprendeva gli Stati Uniti d'America occidentali, questo nuovo capitolo ha riproposto un'ambientazione più vicina a quella di Fallout 3, negli Stati Uniti d'America nord-orientali, precisamente a Boston, nel Massachusetts, più o meno ad una distanza di 650 chilometri a nord da Washington, città del terzo capitolo. Sono riconoscibili anche nel trailer alcuni luoghi o monumenti iconici di Boston come quello dedicato alla battaglia di Bunker Hill o la Massachusetts State House; è possibile anche vedere alcuni scorci del comune di Brookline.

### Fazioni
Ci sono diverse fazioni in Fallout 4, ognuna con missioni, armature, armi, e abilità proprie.

#### Istituto
L'Istituto esisteva molto prima della grande guerra come il Commonwealth Institute of Technology (CIT), un'università con sede a Boston. Robert House lo ha frequentato durante la sua gioventù. Durante la grande guerra il personale del CIT è sopravvissuto rifugiandosi in una struttura sotterranea sigillata sotto il campus. Nel corso dei decenni passati i sopravvissuti hanno continuato la loro ricerca, sulla base della tecnologia prebellica che avevano protetto. Alla fine il CIT si è trasformato in un'organizzazione conosciuta per la sua tecnologia altamente avanzata e competenze scientifiche insuperabili, con l'obiettivo finale di annientare completamente la cultura prebellica che, secondo loro, è la colpa per la fine del mondo e che conduce l'umanità verso un oscuro futuro. La loro tecnologia alla fine superò quella del Enclave: sia l'Enclave sia l'Istituto avevano obiettivi simili, anche se l'Istituto era più focalizzato sul migliorare la vita umana attraverso la tecnologia, in particolare trascendere i problemi energetici che in precedenza avevano portato alla grande guerra. Prima del 2277 i progressi dell'Istituto avevano portato alla creazione di una vera intelligenza artificiale sotto forma di androidi, utilizzati poi come manovalanza. Periodicamente gli androidi in cerca di indipendenza dall'Istituto hanno tentato di fuggire con l'aiuto dei Railroad, ma l'Istituto è riuscito a catturarli nuovamente. Entro il 2287 la Confraternita d'Acciaio era giunta a riconoscere l'Istituto come una grave minaccia e ha lanciato una campagna per sradicarlo dal Commonwealth.

#### Confraternita d'Acciaio
La Confraternita d'Acciaio è una fazione presente già nei precedenti capitoli di Fallout. Ha origine da un gruppo di soldati prebellici rifugiatisi nella base militare Mariposa. All'inizio del gioco il giocatore incontra solo un gruppo di ricognizione inviato dalla Cittadella per indagare sulle attività dei supermutanti nel Commonwealth. Dopo aver scoperto strane tracce energetiche, il gruppo di ricognizione ha avvisato la Cittadella della scoperta, la quale ha mobilitato un enorme dirigibile: il Prydwen, guidato dall'anziano Maxson capo del gruppo. La Confraternita d'Acciaio è l'unica fazione a possedere Vertibird (come incontro casuale può capitare che anche i Gunner possiedano un Vertibird) e i suoi soldati possono contare sulle numerose armature atomiche T-60 e sui numerosi fucili laser. Il quartier generale è il Prydwen e l'aeroporto di Boston; altra base minore è la stazione di polizia di Cambridge. Inoltre, dopo l'arrivo del Prydwen, sarà possibile incontrare spesso soldati della Confraternita, in missioni di pattuglia, a bordo di Vertibird, o intenti nell'assaltare qualche luogo secondario in particolare. Gli scopi della confraternita sono distruggere l'Istituto e raccogliere la tecnologia prebellica presente nel Commonwealth. La Confraternita d'Acciaio è una delle possibili fazioni con cui schierarsi per completare il gioco.

#### Railroad
I Railroad sono una fazione situata nel Commonwealth che assiste i sintetici in fuga. La loro base principale si trova nella Old North Church situata nella città che era precedentemente nota come Boston. Essi usano gli stessi metodi e sistemi del gruppo della ferrovia sotterranea, che durante il XIX secolo aiutavano gli schiavi a scappare dall'America. La loro missione principale è quella di assistere i sintetici che vogliono sfuggire dall'Istituto che li crea per usarli come schiavi. Il protagonista può unirsi a loro attraverso la campagna principale di Fallout 4 oppure seguendo il Freedom Trail che termina proprio davanti alla loro base. Al giocatore potrebbe essere chiesto di eliminare i Railroad se si fa parte della Confraternita d'Acciaio, viceversa se il giocatore fa parte dei Railroad. La stessa cosa vale anche per l'Istituto.

#### Minutemen
Inizialmente i Minutemen si distinsero durante la difesa di Diamond City per aver respinto un attacco di super-mutanti nell'anno 2180. L'ultimo capo dei Minutemen è stato il generale Becker e, alla sua morte, si verificarono delle lotte di potere interne. In seguito al massacro di Quincy, tutti i membri dei Minutemen morirono o scapparono, con la sola eccezione di Preston Garvey. Subito dopo la fuga dal Vault 111 l'unico sopravvissuto si è diretto al Museo della Libertà, attaccato da predoni e dovette aprirsi la strada al piano di sopra per aiutare Preston Garvey, che guidava un piccolo gruppo di rifugiati. Preston poi lo invitò a unirsi ai Minutemen. Da questo momento in poi al giocatore è chiesto di guidare i Minutemen diventando il nuovo generale e completare le attività di ricostruzione di più insediamenti nell'area di Boston. Alla fine questo porterà a una missione in cui i Minutemen riprendono il loro ex quartier generale, Il Castello. Quella dei Minutemen è una fazione benevola che si pone l'obiettivo di aiutare gli abitanti del Commonwealth e rimarrà amichevole nei confronti del giocatore indipendentemente dalla fazione che questo avrà scelto.

### Compagni
In Fallout 4 è possibile reclutare personaggi incontrati nella mappa e sbloccabili completando determinate missioni, che accompagneranno il personaggio nel Commonwealth; con loro sarà possibile instaurare collaborazione, amicizia e anche storie d'amore.

## Modalità di gioco
Fallout 4 è simile ai suoi due predecessori: è possibile scegliere se giocare in prima o in terza persona, così come è possibile esplorare l'intera mappa di gioco; la visuale di combattimento è stata resa più chiara e la mira al di fuori dello S.P.A.V. è stata resa indipendente dal livello e delle abilitá del personaggio, a differenza di quello che succedeva nei precedenti giochi della saga. Fallout 4 introduce diverse nuove caratteristiche come la possibilità di costruire edifici e un sistema di dialogo che comprende 111.000 frasi, un profondo sistema di costruzione che implementa ogni oggetto del gioco e altro ancora. I nemici iconici dei precedenti capitoli della saga come ratti talpa, predoni, supermutanti, deathclaw e ghoul ferali fanno il loro ritorno su Fallout 4, insieme al cane Dogmeat. La creazione del personaggio è stata migliorata con un vasto assortimento di dettagli modificabili ed è possibile dare un nome del proprio personaggio; al contrario dei precedenti capitoli, se si dà un nome semplice al personaggio, i personaggi non giocanti lo chiameranno con il suo nome. Entrambi i personaggi principali sono stati infatti doppiati.
Il giocatore ha la possibilità di muoversi per la mappa in qualunque luogo e di abbandonare una conversazione in qualunque momento. Si ha inoltre la possibilità di personalizzare le proprie armi: il gioco include oltre cinquanta armi base, che possono essere modificate con vari componenti aggiuntivi come canne corte, caricatori maggiorati, mirini e altro ancora, con oltre settecento modifiche disponibili che modificano le caratteristiche dell'arma; al contrario dei precedenti capitoli, le armi non si «consumeranno» più, ovvero non si romperanno e non ci si troverà più costretti a ripararle oppure buttarle, anzi si potranno riciclare per ottenere componenti come ad esempio viti, legno e metallo. L'armatura atomica è stata ridisegnata e non è più una semplice armatura indossabile in qualunque momento, ma una sorta di veicolo che può essere riparato e potenziato; per funzionare necessita inoltre di una fonte di energia chiamata nucleo di fusione (una piccola «centrale nucleare» che produce 30 000 kW). Può inoltre essere modificata con l'aggiunta di oggetti come il jet pack o selezionare diverse armature separate per ogni parte dell'armatura stessa, che sono adesso suddivise in parti (gamba destra, gamba sinistra, torso, elmo, braccio destro e braccio sinistro) e quindi componibili con altre; le varie parti si possono riparare, sostituire e migliorare nell'officina singolarmente. Sono sparpagliate per la mappa alcuni insediamenti, ovvero dei luoghi (come l'officina vicino al Vault 111) dove è possibile trovare armi, munizioni e supporti per riparare le armature atomiche. Una nuova caratteristica della serie include l'abilità di costruire insediamenti ed edifici. Il giocatore può selezionare alcuni oggetti e strutture di gioco e usarle per creare la propria costruzione. Gli insediamenti possono inoltre essere dotate di corrente elettrica usando un apposito sistema di dispositivo di onde convogliate (powerline). I mercanti e i personaggi non giocabili possono abitare gli insediamenti creati dal giocatore, che deve provvedere al loro sostentamento con cibo, acqua e altri beni primari; la costruzione richiede materiali che si possono ottenere smantellando strutture precedenti o gli oggetti inutili che si raccolgono durante l'esplorazione del mondo di gioco. Il giocatore può costruire anche diversi sistemi di difesa attorno al proprio insediamento, come torrette e trappole, per difendersi da alcuni attacchi di nemici casuali.
Il Pip-Boy (di cui è possibile cambiare il colore dell'interfaccia grafica con un sistema RGB) è un orologio da polso computerizzato che permette al giocatore di accedere a un menu con statistiche, mappe, dati e oggetti. Oltre a una grossa revisione grafica (essendo la nuova versione Pip-Boy Mark IV) ha avuto anche alcune aggiunte particolari; per esempio, ora è possibile giocare a vecchi classici videoludici come Donkey Kong, Missile Command e molti altri; ogni videogioco è a tema Fallout, con protagonista il Vault-Boy o altri personaggi iconici della serie anziché i personaggi originali. Un'altra caratteristica di gioco è il ritorno del Sistema di Puntamento Assistito della Vault-Tec (S.P.A.V.), che svolge un ruolo importante durante i combattimenti: infatti, durante l'utilizzo dello S.P.A.V., il combattimento in tempo reale è rallentato (a differenza dei precedenti capitoli in cui il gioco si fermava) e l'azione si svolge da vari angoli di ripresa in una versione in computer grafica del cosiddetto «bullet time». Le azioni costano diversi punti azione, limitando le azioni di ogni combattente durante un periodo di tempo e il giocatore può mirare ad aree specifiche del corpo dei nemici per infliggere i propri attacchi; i colpi alla testa possono essere utilizzati per uccisioni rapide o per accecare il nemico, mentre i colpi alle gambe possono essere usati per rallentare i movimenti dei nemici e gli avversari possono essere disarmati sparando alle loro armi. A differenza dei giochi precedenti, in cui il giocatore ha avuto la possibilità casuale di infliggere un colpo critico, essi sono ora eseguiti manualmente attraverso lo S.P.A.V.
All'inizio del gioco sono dati al giocatore diversi punti da spendere per un sistema di progressione del personaggio chiamato S.P.E.C.I.A.L. Il sistema rappresenta sette statistiche, vale a dire la forza, la percezione, la resistenza, il carisma, l'intelligenza, l'agilità e la fortuna. Quando il giocatore guadagna punti esperienza sufficienti a ottenere un nuovo livello è possibile sbloccare una nuova abilità. Quando il giocatore assegna più punti per una statistica S.P.E.C.I.A.L., più abilità possono essere sbloccate. Queste abilità a ogni passaggio di livello possono anche essere aggiornate per migliorare l'efficienza del proprio personaggio oppure si può sbloccarne di nuove, per un totale di 275. Non vi è alcun livello massimo e il gioco non finisce una volta che la storia principale è stata completata. La serie permette anche al giocatore di avere un personaggio che li assiste, simile allo stile già disponibile in Fallout 3 e Fallout: New Vegas. Ci sono tredici possibili compagni, sette dei quali (Dogmeat, Codsworth, Preston Garvey, Piper Wright, Nick Valentine, John Hancock e Deacon) devono essere incontrati durante la missione principale. Per la prima volta nella serie questi compagni possono interagire con l'ambiente a nome del personaggio del giocatore: ad esempio, se il personaggio non ha l'abilità necessaria per violare un terminale o scassinare una serratura, è possibile ordinare al compagno di farlo al suo posto. Il giocatore può viaggiare solo con un compagno alla volta, anche se è possibile essere accompagnati da altri personaggi in determinate missioni. Alcuni dei compagni possono essere corteggiati dal giocatore.
Le missioni secondarie di Fallout 4 sono missioni al di fuori della campagna principale, in cui di essi si possono trovare armature atomiche, armi e armature, materiali e tappi; una volta finite si riceve quasi sempre qualche arma o armatura unica e un'elevata quantità di punti esperienza.
Il gioco inoltre, a differenza dei precedenti capitoli della serie, incorpora un sistema di "Radiant Quest" ovvero missioni generate proceduralmente in luoghi predefiniti del mondo di gioco.

## Sviluppo

### Prime voci, annuncio ufficiale e lancio
(Tagline di Fallout 4)
Fallout 4 è un titolo che per molti anni, prima del suo annuncio, è stato spesso oggetto di molte indiscrezioni e speculazioni. Alcuni indizi sul suo sviluppo apparvero già in un'intervista del 2008 in cui Pete Hines, vice presidente di Bethesda Softworks, dichiarò: «La ragione per cui abbiamo acquistato la licenza e per cui ora possediamo Fallout è che abbiamo chiaramente intenzione di produrne più di uno». Ha quindi aggiunto: «Questo non è qualcosa che abbiamo intenzione di fare una volta e poi mai più. Quando o fra quanto tempo ciò accadrà solo Dio lo sa, ma lo abbiamo comprato specificamente perché volevamo possederlo e svilupparlo e lavorarci come facciamo con The Elder Scrolls».
Il 17 agosto 2012 emersero delle notizie da una fonte anonima su reddit, secondo le quali il prossimo capitolo sarebbe stato ambientato nell'area di Boston, nel Massachusetts (informazione rivelatasi poi vera). Alcuni tecnici della Bethesda vennero visti eseguire la mappatura di alcune parti della città e mentre si incontrarono con alcuni ricercatori del Massachusetts Institute of Technology. Tra l'altro in Fallout 3 vi erano riferimenti al Massachusetts come il Commonwealth e l'Istituto, ma Bethesda Softworks non confermò, né negò l'esistenza di uno sviluppo in corso su tale progetto; preferendo non rilasciare dichiarazioni in proposito.
L'8 gennaio 2013 Erik Dellums, che aveva già prestato la sua voce in Fallout 3, gettò ulteriore benzina sul fuoco annunciando via Twitter che il personaggio da lui doppiato, Tre Cani, «avrebbe avuto ancora molto da dire». Inoltre il fatto che Bethesda Softworks avesse autorizzato Dellums a divulgare la notizia ha fatto nascere nell'immaginario collettivo dei fan che l'annuncio di Fallout 4 fosse imminente.
Verso gli ultimi mesi del 2013 si fece largo nel web un sito noto con il nome di TheSurvivor2299. Tale sito riportava lo stemma dei Vault (icona simbolo di Fallout) e mostrava diversi conti alla rovescia che si susseguivano uno dietro l'altro. Nel web l'esistenza del sito divenne nota rapidamente generando scalpore e alcuni fan, sebbene molte coincidenze volevano che il sito fosse una bufala, credettero che l'annuncio del gioco fosse ormai vicino. Il sito si rivelò essere davvero un falso ben realizzato e l'autore del tutto si giustificò con la scusa di «mettere Bethesda alle corde sulla questione Fallout 4 e unire la comunità di Fallout».
Durante tutto il 2014 si susseguirono una serie di voci e notizie a cadenza allarmante: dapprima ZeniMax Media (proprietaria di Bethesda) registrò il marchio Nuka Cola, iconica bevanda fittizia della serie Fallout, successivamente un'immagine rubata direttamente sul posto di lavoro alla Bethesda, che mostrava il gioco in programmazione con svariati riferimenti, sembrava confermare che Fallout 4 fosse in sviluppo ormai da tempo. Poco prima dell'E3 2014 iniziò a girare la notizia che all'interno degli studi di Bethesda venne proibito ai dipendenti di riferirsi al pubblico anche solo citando i nomi Fallout 4 o "Boston Project"; tanto fu il caos generatosi da tutte queste notizie che Pete Hines dovette intervenire, dicendo molto chiaramente di non credere alle voci riguardanti Fallout 4.
Durante i primi mesi del 2015 Bethesda ha annunciato la decisione di organizzare una propria conferenza all'E3 2015, evento mai verificatosi nella storia dell'azienda. Tuttavia, a due settimane di distanza dall'E3, Bethesda ha deciso di giocare le proprie carte in anticipo e dopo un conto alla rovescia lanciato il 2 giugno, ha infine annunciato Fallout 4.
Il 23 ottobre Bethesda Softworks ha annunciato: «Le bombe sono cadute», confermando che lo sviluppo di Fallout 4 è terminato e che è subentrato quindi in "fase gold". La data dell'annuncio e la citazione di Bethesda non sono un frutto del caso: nella cronologia della serie l'apocalisse nucleare, il giorno in cui appunto le "bombe caddero", è avvenuta il 23 ottobre 2077.

### Il video rubato alla Gamescom 2015
Nell'agosto del 2015 Fallout 4 si è ritrovato al centro di una curiosa vicenda: durante la fiera nota come Gamescom che si tiene annualmente a Colonia in Germania fu trafugato un video di gioco mentre vi era una presentazione a porte chiuse riservata esclusivamente alla stampa specializzata. L'autore del video, registrato con una telecamera nascosta, ebbe poi l'idea di renderlo virale caricandolo l'11 agosto su Pornhub, noto sito porno canadese, con lo scopo di rendere il video pubblico, ma difficilmente rintracciabile sul web (a causa del differente contesto tra il contenuto del video e la natura del sito), così da eludere il tempestivo intervento di Bethesda Softworks per rimuovere il video rubato. Il video, che fu caricato dall'utente Fallout4Throwaway, venne rinominato come "Hidden Camera Shows Audience Teased by Big Butt Man in Tights Live" e mostrava sette minuti di gioco in cui veniva illustrato il sistema di progressione delle abilità, una sessione di combattimento contro alcuni ghoul, la riprogrammazione tramite terminale di un Protectron e altro. Il video raggiunse le oltre 293.000 visualizzazioni prima di attirare l'attenzione della stampa specializzata e della stessa Bethesda, per poi essere rimosso per violazione dei diritti d'autore il 13 agosto.

## Distribuzione
A solo un giorno dal suo annuncio Fallout 4 è stato secondo nella lista dei giochi più venduti (nel suo caso le vendite stanno per prenotazioni) di Steam. Con un distacco di quasi sette anni, grazie all'annuncio di Fallout 4 e alla sua presentazione all'Electronic Entertainment Expo 2015, le vendite di Fallout 3 (insieme a quelle di Fallout: New Vegas) sono aumentate fino al 700%.
Appena dopo il suo annuncio è stato possibile preordinare Fallout 4,  disponibile a partire dal 10 novembre 2015. In aggiunta alla versione con il solo gioco, è stata disponibile anche un'edizione per collezionisti che includeva una replica indossabile del Pip-Boy, che tramite uno smartphone può essere usato come il Pip-Boy nel gioco  .
Una versione per PlayStation 5 e Xbox Series X/S è disponibile dal 25 aprile 2024, permettendo un frame rate maggiore, risoluzione aumentata e miglioramenti della stabilità.

### Versione in realtà virtuale
Durante l'E3 2016 è stata annunciata una modalità in realtà virtuale, disponibile nel 2017.
Fallout 4 VR è stato pubblicato come gioco stand-alone il 4 dicembre 2017 per PC col dispositivo HTC Vive.

## Espansioni
I contenuti scaricabili (DLC) annunciati dalla Bethesda per Fallout 4 sono: Automatron, Wasteland Workshop, Far Harbor, Contraptions Workshop, Vault-Tec Workshop e Nuka-World. Mentre Automatron, Far Harbor, Nuka-World e Vault-Tec Workshop allungano la trama del gioco, Wasteland Workshop e Contraptions Workshop sono espansioni della modalità di costruzione e aggiungono nuovi oggetti costruibili negli insediamenti.

### Automatron
Il DLC Automatron è stato pubblicato il 22 marzo 2016. In questo DLC il protagonista si ritrova a fronteggiare il Meccanista, un personaggio misterioso che scatena i suoi robot in tutto il Commonwealth. Aggiunge un nuovo sistema di costruzione di robot e una nuova compagna robotica, Ada.

### Wasteland Workshop
Wasteland Workshop è il secondo DLC prodotto dalla Bethesda, disponibile dal 12 aprile 2016. Grazie a questo contenuto scaricabile è possibile progettare e piazzare gabbie per catturare creature e persone, come predoni e Deathclaw. Wasteland Workshop include anche una serie di nuove opzioni di progettazione per gli insediamenti, come illuminazioni al neon, kit di lettere, tassidermia e altro.

### Far Harbor

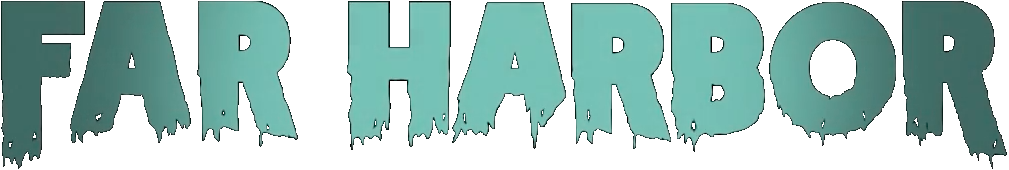
Il logo del DLC Far Harbor

Far Harbor è il terzo DLC prodotto dalla Bethesda, disponibile dal 19 maggio 2016. Questa espansione permette di raggiungere l'isola di Far Harbor, al fine di svolgere un'indagine per conto dell'agenzia di Nick Valentine, che consiste nel trovare una giovane donna scappata da casa propria. Su quest'isola è in corso un conflitto tra i Sintetici, comandati da un sintetico di seconda generazione di nome Dima, i Figli dell'Atomo, comandati dal fanatico alto confessore, e gli abitanti di Far Harbor, comandati dal capitano Avery, la cui causa è la venefica e fitta nebbia che ricopre la maggior parte dell'isola, che rischia di cancellare gli avamposti umani presenti. Numerose nuove missioni, armi, armature, oggetti e insediamenti saranno a disposizione del giocatore in questo contenuto aggiuntivo.

### Contraptions Workshop
Contraptions Workshop è il quarto DLC prodotto dalla Bethesda, disponibile dal 21 giugno 2016. È il secondo DLC incentrato su costruzioni e decorazioni, che permette di costruire oggetti come espositori per armi e armature, nastri trasportatori, fuochi d'artificio, ascensori.

### Vault-Tec Workshop
Il DLC Vault-Tec Workshop, disponibile dal 26 luglio 2016, permette di costruire il proprio Vault. Mette a disposizione del giocatore una grotta sotterranea di grandi dimensioni e molti oggetti per costruire riferiti ai Vault, come intere stanze, corridoi, scale del vault. Aggiunge anche un set di arredamenti e decorazioni in stile prebellico. Si attiva automaticamente una volta raggiunto il livello 20 quando il personaggio del giocatore è fuori dall'Istituto. Si innescherà anche viaggiando verso Quincy Quarries, che si trova a sud di Jamaica Plain.

### Nuka-World

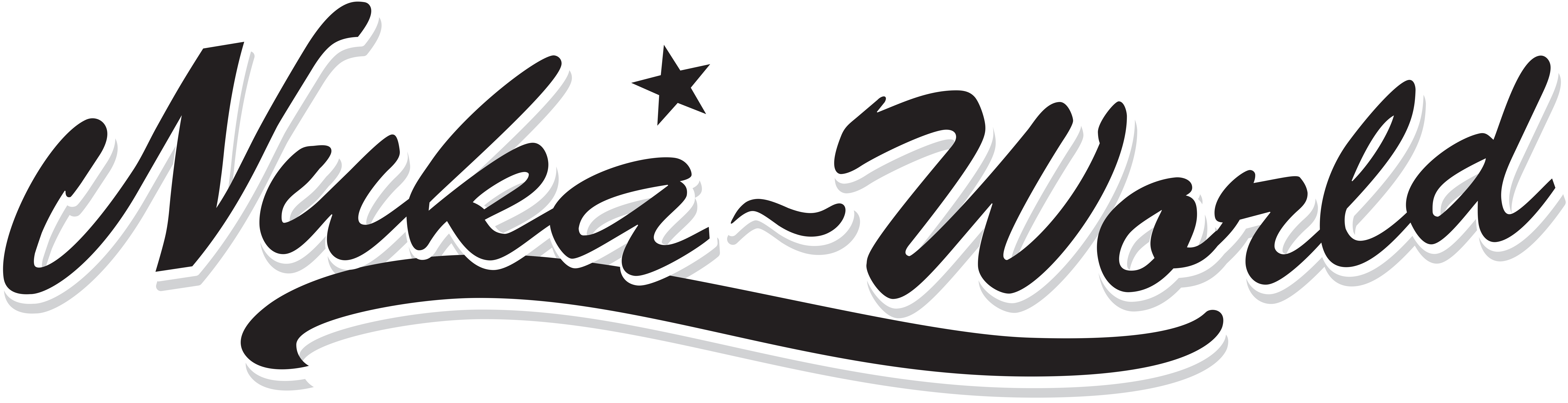
Il logo del DLC Nuka-World

Il DLC Nuka-World è stato reso disponibile il 30 agosto 2016 ed è ambientato nell'omonimo parco di divertimenti immaginario, gestito da gruppi di predoni. Il gameplay principale di Nuka-World consiste sia nella ricerca che nell'esplorazione. Al completamento delle missioni, il giocatore viene ricompensato con la valuta immaginaria del franchise, i tappi delle bottiglie Nuka-Cola e i punti esperienza. L'espansione si basava in parte sul feedback dei giocatori che esprimeva il desiderio di più contenuti che coinvolgessero i Raider. Lo sviluppo è stato confermato da Matt Grandstaff sul blog di Bethesda Game Studios.

## Accoglienza
Fallout 4 ha ricevuto recensioni positive. Sul sito web Metacritic, che si occupa di aggregare recensioni, la versione Xbox One ha ricevuto un voto di 88/100 basato su 35 recensioni, la versione PlayStation 4 un voto di 87/100 basato su 58 recensioni e la versione PC un voto di 84/100 basato su 34 recensioni.

### Vendite
Fallout 4 ha venduto 1,2 milioni di copie su Steam nel primo giorno dal suo lancio e con oltre 470.000 videogiocatori su Steam nel giorno del lancio ha battuto il record di Grand Theft Auto V per il maggior numero di utenti collegati su Steam per un videogioco non sviluppato dalla Valve Corporation. Il gioco ha venduto dodici milioni di copie, generando 750 milioni di dollari nel primo giorno di lancio.

### Riconoscimenti
- 2015 – Game Critics Awards[59]
  - Migliore dello show
  - Miglior videogioco per PC
  - Miglior videogioco di ruolo
- 2015 – Golden Joystick Awards[60]
  - Videogioco più desiderato
- 2015 – The Game Awards[61]
  - Candidatura al videogioco dell'anno
  - Candidatura alla miglior colonna sonora a Inon Zur
  - Candidatura al miglior videogioco di ruolo
- 2016 – D.I.C.E. Awards[62]
  - Videogioco dell'anno
  - Videogioco di ruolo dell'anno
  - Miglior direzione per un videogioco
  - Candidatura alla miglior realizzazione tecnica
  - Candidatura al miglior soggetto
- 2016 – Game Developers Choice Awards[63]
  - Candidatura al videogioco dell'anno
  - Candidatura alla miglior progettazione
  - Candidatura alla miglior tecnologia
- 2016 – SXSW Gaming Awards[64]
  - Candidatura al videogioco dell'anno
  - Candidatura alla miglior realizzazione tecnica
  - Candidatura alla miglior progettazione
- 2016 – National Academy of Video Game Trade Reviewers (NAVGTR)[65]
  - Candidatura al videogioco dell'anno
  - Candidatura alla miglior animazione
  - Candidatura alla miglior direzione artistica per un videogioco d'epoca futura
  - Candidatura alla miglior direzione artistica per un videogioco d'epoca contemporanea
  - Candidatura al miglior orientamento della telecamera in un motore grafico
  - Candidatura alla miglior progettazione dei personaggi
  - Candidatura alla miglior progettazione dei costumi
  - Candidatura alla miglior direzione in una cutscene
  - Candidatura alla miglior progettazione di un videogioco
  - Candidatura alla miglior architettura di un videogioco
  - Candidatura alla miglior grafica
  - Candidatura alla miglior interpretazione da protagonista a Brian T. Delaney (personaggio del giocatore, voce maschile)
  - Candidatura alla miglior interpretazione da non protagonista a Stephen Russell (Codsworth/Nick Valentine)
  - Candidatura alla miglior canzone, originale o adattamento a Good Neighbor
  - Candidatura alla miglior colonna sonora
  - Candidatura alla miglior missaggio audio
  - Candidatura ai migliori effetti sonori
  - Candidatura al miglior uso del suono
  - Candidatura alla miglior sceneggiatura
  - Candidatura al miglior gioco di ruolo
- 2016 – British Academy Video Games Awards[66]
  - Miglior gioco
  - Candidatura alla miglior colonna sonora a Inon Zur
- 2017 – Game Critics Awards[67]
  - Candidatura al miglior gioco VR
- 2017 – Gamescom[68]
  - Miglior gioco in realtà virtuale
- 2018 – National Academy of Video Game Trade Reviewers (NAVGTR)[69]
  - Candidatura alla miglior progettazione dei controlli in realtà virtuale
  - Candidatura alla miglior direzione in realtà virtuale
  - Candidatura alla miglior missaggio sonoro in realtà virtuale